# Joop Keesmaat
Johannes Hubertus (Joop) Keesmaat (Rotterdam, 17 maart 1943) is een Nederlands acteur.

## Loopbaan
Hij volgde zijn opleiding aan de Toneelschool Arnhem en was onder meer verbonden aan Toneelgroep Theater in Arnhem, Toneelwerkgroep Proloog, Het Zuidelijk Toneel en het Ro Theater. Hij nam in 2006 afscheid van het toneel met de hoofdrol in het stuk Hersenschimmen naar het boek van Bernlef. In 2006 ontving hij de Louis d'Or.
In 1998 vertolkte hij de rol van de louche projectontwikkelaar Karel Prinsen in de VARA-politieserie Unit 13 en in het najaar van 2010 was hij te zien als Joop den Uyl in de televisieserie Den Uyl en de affaire Lockheed van de VARA. Hij ontving voor deze rol de Beeld-en geluidaward 2012 als beste acteur. Zomer 2011 had hij een bijrol in de televisieserie In therapie, als voorzitter van de schorsingscommissie. In het najaar van 2013 speelt hij de rol van Frits Fentener van Vlissingen in de televisieserie De Prooi van de VARA. 
In de zomer van 2012 speelt hij een hoofdrol in Antigone in een vertaling van Theatergroep Suburbia, op locatie in Almere onder regie van Julia Bless. Daarnaast was hij dat jaar tevens te zien als Aart Bax, in de televisieserie Divorce. In 2016 was hij wederom te zien in de rol van oud-premier Joop den Uyl, ditmaal in de dramaserie Land van Lubbers.

## Hoorspelen
Keesmaat heeft meegewerkt aan meerdere hoorspelen.
- Meneer Beerta - Het Bureau

- Markies de Canteclaer - Bommel

- Rafaël Levine - Hormoonfabriek

- Allan Karlsson - De 100-jarige man die uit het raam klom en verdween